# Franco CFP
O franco CFP (Franc Pacifique ou Franc CFP) é a moeda usada em alguns dos territórios franceses do Oceano Pacífico Sul
CFP era inicialmente a abreviatura de Colonies Françaises du Pacifique, e agora significa Change Franc du Pacifique.

## História
Esta moeda foi criada em Dezembro de 1945, conjuntamente com o Franco CFA, utilizado nas colónias francesas africanas. O motivo para a criação destes francos foi a debilidade do Franco francês depois da Segunda Guerra Mundial. Quando a França ratificou os acordos de Bretton Woods em Dezembro de 1945, o Franco francês desvalorizou-se com o fim de estabelecer uma paridade cambial fixa com o dólar dos Estados Unidos. Estas novas moedas foram criadas para proteger as colónias francesas da desvalorização de finais de 1945. René Pleven, Ministro Francês das Finanças disse a este respeito que "Numa exibição de generosidade a França Metropolitana, com o fim de que as suas longínquas filhas não sofram as consequências da sua própria pobreza, está a estabelecer paridades cambiais diferentes para as suas moedas".
O Franco CFA e as outras moedas das colónias foram ligadas à paridade cambial do Franco francês, mas não o Franco CFP, o qual se ligou à do dólar dos Estados Unidos, o qual desempenhou um papel importante na economia dos Territórios Franceses do Pacífico nos anos a seguir à Guerra. Esta situação culminou em Setembro de 1949, quando o Franco CFP foi ligado à paridade cambial do Franco francês, e hoje ao Euro.
O Franco CFP é emitido pelo IEOM (Institut d'émission d'outre-mer), com sede em Paris. desde 1967.